# 17. Armee
17. Armee var en tysk armé under andra världskriget. 

## Slag

### Barbarossa

#### Organisation
Arméns organisation den 18 juni 1941:
- LII. Armeekorps
- IV. Armeekorps
- XXXXIX. Armeekorps

### Kaukasus

#### Organisation
Arméns organisation den 11 maj 1942:
- XXXXIV. Armeekorps
- IV. Armeekorps
- LII. Armeekorps

### Prag

#### Organisation
Arméns organisation den 7 maj 1945:
- VIII. Armeekorps
- XVII. Armeekorps
- XXXX. Panzerkorps

## Befälhavare
- General der Infanterie Karl-Heinrich von Stülpnagel 	(20 dec 1940 - 5 okt 1941)
- Generaloberst Hermann Hoth 	(5 okt 1941 - 20 april 1942)
- General der infanterie Hans von Salmuth 	(20 april 1942 - 1 juni 1942)
- Generaloberst Richard Ruoff 	(1 juni 1942 - 24 juni 1943)
- Generaloberst Erwin Jaenecke 	(24 juni 1943 - 2 mars 1944)
- General der Gebirgstruppe Ferdinand Schörner 	(2 mars 1944 - 14 mars 1944)
- Generaloberst Erwin Jaenecke 	(14 mars 1944 - 30 april 1944)
- General der Infanterie Karl Allmendinger 	(1 maj 1944 - 25 juli 1944)
- General der Infanterie Friedrich Schulz 	(25 juli 1944 - 30 mars 1945)
- General der Infanterie Wilhelm Hasse 	(30 mars 1945 - 8 maj 1945)